# أولف لوفغرين
أولف لوفغرين (بالسويدية: Ulf Löfgren) (13 أكتوبر 1931 - 10 أكتوبر 2011) هو رسام ومؤلف سويدي.

## مسيرته

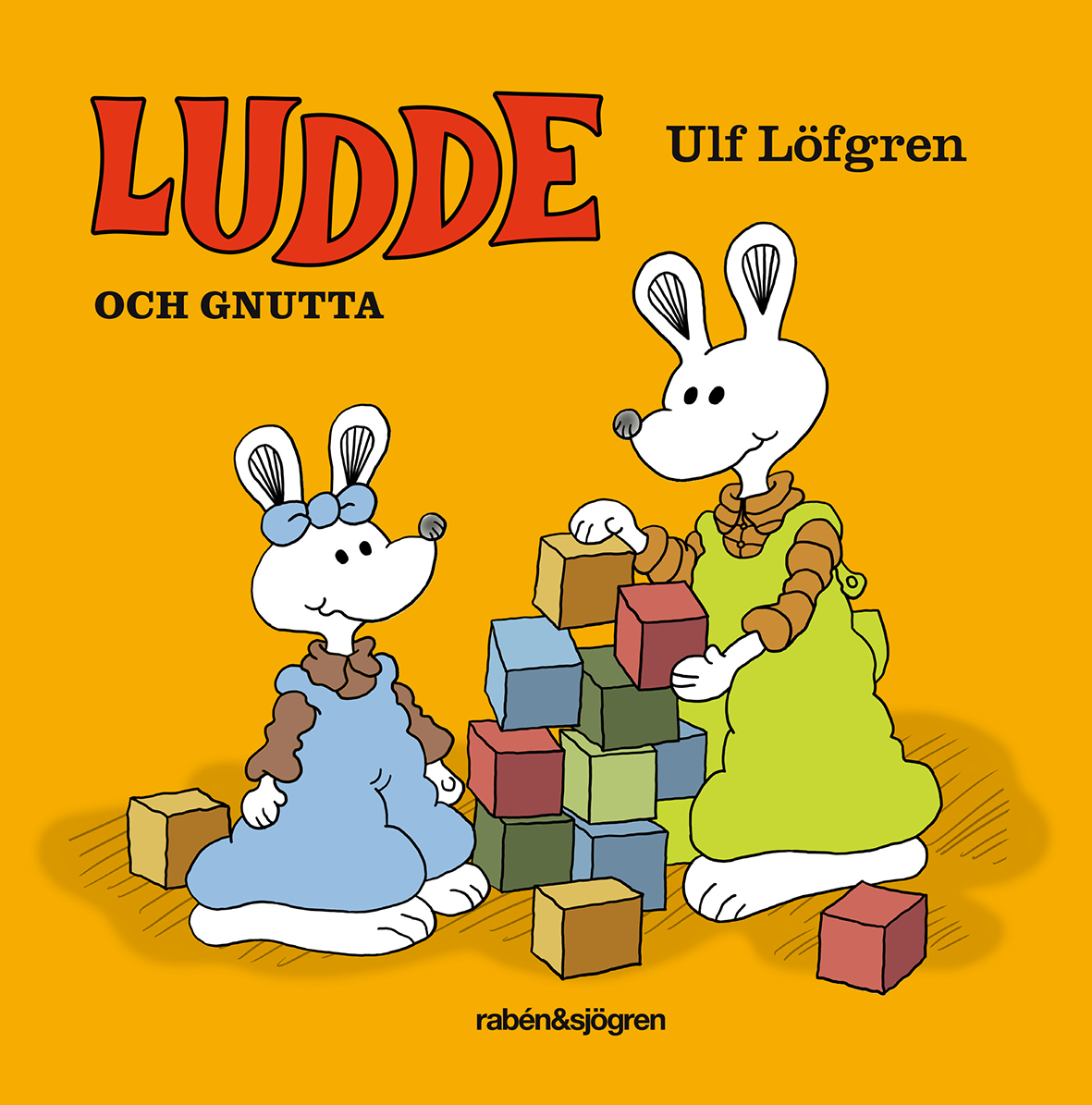
كتاب عن لود للكاتب والرسام أولف لوفغرين

درس لوفغرين التاريخ الأدبي وتاريخ الفن في جامعة أوبسالا، وحصل على درجة البكالوريوس في عام 1957. ثم درس التصميم الجرافيكي والإعلان في معهد التعليم العالي للإعلان والاتصالات بين سنتي 1957 و 1958. في عام 1959 ظهر لأول مرة كرسام. ومن بين أمور أخرى، أنشأ برنامج الأطفال السويدي (Pellepennan och Suddagumman) مع الكاتبة غونل ليند. قام بعمل نصوص وصور في كتب الأطفال، والتي تُرجمت إلى حوالي عشرين لغة. الأكثر شهرة هي سلسلة كتب (Ludde)، المُخصّصة للأطفال الذين تتراوح أعمارهم بين ثلاث وخمس سنوات. كما قام بعمل أغلفة لكتب الخيال والكتب المدرسية وغيرها من الكتب، خاصة في الخمسينيات من القرن الماضي قبل نشر كتب الأطفال. تتميز رسومات لوفغرين بتركيزها على التفاصيل، وبكونها مزخرفة.
كان أولف لوفغرين رئيسًا لاتحاد الرسامين السويديين (1971-1974)، ونائبًا لرئيس المجلس الدولي لكتب الشبان (1982-1989). إضافة إلى اشتغاله في المتحف الوطني في ستوكهولم.

## الجوائز
- 1960 - جائزة إلسا بيسكو [5]
- الجائزة الكبرى، بينالي الرسوم التوضيحية في براتيسلافا 1977 (لكتاب Harlequin)
- 1991 - منحة كنوت ف. بيترسون

## روابط خارجية
- أولف لوفغرين على موقع ميوزك برينز (الإنجليزية)
- أولف لوفغرين على موقع ديسكوغز (الإنجليزية)